# (8546) Kenmotsu
(8546) Kenmotsu (1994 AH3) – planetoida z pasa głównego asteroid okrążająca Słońce w ciągu 3,73 lat w średniej odległości 2,4 au. Odkryta 13 stycznia 1994 roku.